# Аліґаргський мусульманський університет
Аліґаргський мусульманський університет — індійський державний університет у місті Аліґарг (штат Уттар-Прадеш).

## Історія
Ініціатором створення університету був мусульманський просвітник Саїд Ахмад-хан. Після повстання 1857 року в мусульманській громаді виник рух за долучення до європейської культури. З'явилась необхідність створення освітнього закладу, де юнаки з мусульманських родин могли б готуватись до вступу на державну службу чи до продовження у навчальних закладах Великої Британії. 1875 року Саїд Ахмад-хан заснував Мусульманський англо-східний коледж. Значну фінансову підтримку новому освітньому закладу надав Ага-хан III. Первинно коледж адміністративно підпорядковувався Калькуттському університету, потім — Аллахабадському університету. 1920 року коледж став самостійним вишем.
Випускники університету склали політичну й культурну еліт мусульманської громади Індії початку XX століття. Первинно університет підтримував загальноіндійську національно-визвольну боротьбу, але у подальшому Аліґарг став базою Мусульманської ліги й руху за утворення Пакистану.
Нині в університеті навчаються понад 30 тисяч студентів.

## Факультети
- Сільського господарства
- Менеджменту
- Мистецтв
- Інженерний
- Природничих наук
- Соціальних наук
- Медичний
- Юридичний
- Традиційної медицини
- Технологічний коледж імені Закіра Хуссейна
- Медичний коледж імені Джавахарлала Неру

## Відомі випускники
- Ліакат Алі Хан — перший прем'єр-міністр Пакистану
- Хаваджа Назімуддін — прем'єр-міністр Пакистану
- Гулам Мухаммад — генерал-губернатор Пакистану у 1951—1955 роках
- Айюб Хан — президент Пакистану у 1958—1969 роках
- Фазал Ілахі Чоудхурі — президент Пакистану у 1973—1978 роках
- Закір Хусейн — президент Індії у 1967—1969 роках
- Мохаммад Хамід Ансарі — віцепрезидент Індії
- Мохамед Амін Діді — перший президент Мальдівів.